# Tony Lochhead
Tony James Lochhead (Tauranga, 1982. január 12.) új-zélandi válogatott labdarúgó.

## Sikerei, díjai
- New England Revolution
  - Amerikai kupa: 2007
  - Eastern Conference (Playoff): 2007